# Щиты (масть)

Символ масти

Щиты (нем. Schilten) ― одна из четырёх мастей в швейцарской колоде. Эта масть появилась в XV веке.

## Аналоги в других колодах
- Во французской колоде: пики
- В немецкой колоде: листья
- В итало-испанской колоде: мечи

## Галерея
Карты из колоды 1850 года:
|      | 2 | 6 | 7 | 8 | 9 | Banner | Under | Ober | King |
| ---- | - | - | - | - | - | ------ | ----- | ---- | ---- |
| Щиты |   |   |   |   |   |        |       |      |      |